# Ilha Silhouette
A Ilha Silhouette  é uma ilha das Seicheles. Fica 20 km a noroeste de Mahé. É a terceira maior ilha das Seicheles, com uma área de 20 km². Tem cerca de 200 habitantes. A localidade principal é La Passe, na costa oriental e onde há um hotel. Outras localidades são Grand Barbe, na costa ocidental, e Anse Mondon.
O seu nome provém de Étienne de Silhouette (1709-1767), ministro francês das finanças durante o reinado de Luís XV.